# Ambloplites
Ambloplites es un género de peces.

## Especies
- Ambloplites ariommus Viosca, 1936
- Ambloplites cavifrons Cope, 1868
- Ambloplites constellatus Cashner & Suttkus, 1977
- Ambloplites rupestris (Rafinesque, 1817)